# Подузетничка Зона Јалжабет
Подузетничка Зона Јалжабет је насељено место у саставу општине Јалжабет, Вараждинска жупанија, Хрватска.

## Историја
До територијалне реорганизације у Хрватској била је у саставу старе општине Вараждин. Као самостално насеље, Подузетничка Зона Јалжабет постоји од пописа 2021. године. Настао је издвајањем дела насеља Јакоповец.

## Становништво
Према првим прелиминарним резултатима пописа становништва 2021. године, Подузетничка Зона Јалжабет није имала становника.
| Број становника према пописима |
| ------------------------------ |
| 2021                           |
| 0                              |

Напомена: На попису становништва 2021. настало је издвајањем дела насеља Јакоповец. Подаци од 1857. до 2011. садржане су у насељу Јакоповец.